# The Critic
The Critic foi uma série de desenho animado destinado a adultos, do mesmo produtor de The Simpsons, e exibida em horário nobre. Conta a história de Jay Sherman, um crítico de cinema calvo, gordo e divorciado, que vive com seu filho em um apartamento. The Critic foi exibido nos Estados Unidos em 1994-1995, primeiro na ABC e depois na Fox sendo cancelado em ambos. Foi revivido de 2000 a 2001 quando foi lançado dez episódios pela internet no sítio Atomfilms.com. No Brasil foi exibido pelos canais HBO (1994-1995) e Locomotion (1996-2005). Atualmente está disponível para exibição(gratuitamente) através do site Crackle.

## Elenco
| Vozes               | Personagem                                                                               |
| ------------------- | ---------------------------------------------------------------------------------------- |
| Jon Lovitz          | Jay Sherman                                                                              |
| Christine Cavanaugh | Marty Sherman                                                                            |
| Nancy Cartwright    | Margo Sherman Vários personagens                                                         |
| Gerrit Graham       | Franklin Sherman                                                                         |
| Judith Ivey         | Eleanor Wigglesworth Sherman                                                             |
| Doris Grau          | Doris Grossman                                                                           |
| Maurice LaMarche    | Jeremy Hawke Shackleford Diretor Mangosuthu Orson Welles Howard Stern Vários personagens |
| Nick Jameson        | Vlada Veramirovich Vários personagens                                                    |
| Brenda Vaccaro      | Ardeth                                                                                   |
| Rhea Perlman        | Ardeth                                                                                   |
| Charles Napier      | Duke Phillips                                                                            |
| Park Overall        | Alice Tompkins                                                                           |
| Russi Taylor        | Penny Tompkins                                                                           |
| Kath Soucie         | Várias personagens                                                                       |
| Tress MacNeille     | Humphrey, o Hipopótamo Vários personagens                                                |
| Valerie Levitt      | Jennifer                                                                                 |